# آنكاترين تيله
آنكاترين تيله (بالألمانية: Annekatrin Thiele) هي مجدفة ألمانية ولدت في يوم 18 أكتوبر 1984 في بلدة زانغرهاوزن في ألمانيا. أبرز انجازاتها هو فوزها بالميدالية الذهبية في دورة الألعاب الأولمبية الصيفية 2016 في ريو دي جانيرو في مسابقة التجديف الرباعي. كما فازت بميداليتين فضيتين في مسابقة التجديف الثنائي في دورتي الألعاب الأولمبية الصيفية 2008 في بكين والألعاب الأولمبية الصيفية 2012 في لندن. كما فازت بثلاثة ميداليات في بطولة العالم منها ميداليتين ذهبيتين وميدالية فضية واحدة.